# 캐시 새러차일드
캐시 새러차일드(1943년, 미국)는 미국의 여성주의 작가이자 활동가이다.

## 생애
그녀는 1943년에 케시 아마트닉라는 이름으로 태어났으며, 1968년 그녀의 성을 새러차일드로 바꿨다.
1960년대부터 1970년대까지 캐시 새러차일드는 의식 교양 운동의 전개에 중요한 역할을 맡았다. 그녀는 스튜어디스의 기본 권리에 관한 책 "Consciousness-Raising: A Radical Weapon"의 저자이다.